# Reynaldo Garrido
Pour les articles homonymes, voir Garrido (homonymie).
Reynaldo Garrido, dit Rey Garrido, né le 4 août 1934 à La Havane et mort le 27 mars 2024, est un ancien joueur de tennis cubain. Il obtient la nationalité américaine après sa carrière tennistique.
Il est le meilleur joueur cubain de l'époque, et l'un des meilleurs de l'histoire de son pays. Il s'est illustré en remportant les Internationaux du Canada à Montréal en 1959. Il y bat son frère Orlando en finale (6-4, 1-6, 6-4, 6-1). Il compte également à son palmarès une finale à Hollywood en 1955, à Madrid en 1958 et à Toronto en 1959.
Il a aussi atteint le 3e tour de l'US Open en 1956 et a joué pour Cuba en Coupe Davis entre 1951 et 1959. Il arrête sa carrière en cette année-là pour pouvoir gagner de l'argent et devient joueur professionnel de jaï-alaï.
Il quitte Cuba en 1964 pour s'installer au Mexique puis aux États-Unis.

## Palmarès
- Internationaux du Canada : vainqueur en 1959

## Parcours dans les tournois duGrand Chelem

### En simple
| Année | Open d'Australie | Open d'Australie | Internationaux de France | Internationaux de France | Wimbledon       | Wimbledon   | US Open        | US Open   |
| ----- | ---------------- | ---------------- | ------------------------ | ------------------------ | --------------- | ----------- | -------------- | --------- |
| 1956  | —                | —                | —                        | —                        | —               | —           | 3e tour (1/16) | T. Ulrich |
| 1957  | —                | —                | —                        | —                        | 1er tour (1/64) | J. Brichant | —              | —         |
| 1958  | —                | —                | 1er tour (1/64)          | A. Mills                 | 2e tour (1/32)  | P. Darmon   | —              | —         |

N.B. : à droite du résultat se trouve le nom de l'ultime adversaire.